# José Martínez (labdarúgó, 1993)
José Martínez (La Palma del Condado, 1993. február 12. –) spanyol labdarúgó, az amerikai Dallas hátvédje.

## Pályafutása
Martínez a spanyolországi La Palma del Condado városában született. Az ifjúsági pályafutását a Siempre Alegres csapatában kezdte, majd a Nervión akadémiájánál folytatta.
2012-ben mutatkozott be a Cerro Águila felnőtt keretében. 2013-ban a Alcalá, majd 2014-ben a Sevilla B szerződtette. 2016-ban a Barcelona B-hez írt alá. 2018-ban az Eibarhoz igazolt. 2018 és 2020 között a másodosztályban szereplő Granada csapatát erősítette kölcsönben. A 2018–19-es szezonban feljutottak az első osztályba. 2021. január 1-jén hároméves szerződést kötött az észak-amerikai első osztályban érdekelt Dallas együttesével. Először a 2021. április 18-ai, Colorado Rapids ellen 0–0-ás döntetlennel zárult mérkőzésen lépett pályára. Első gólját 2023. április 23-án, a New York City ellen idegenben 3–1-re elvesztett találkozón szerezte meg.

## Statisztikák
2023. június 8. szerint
| Klub     | Szezon   | Osztály          | Bajnokság | Bajnokság | Kupa  | Kupa | Nemzetközi | Nemzetközi | Összesen | Összesen |
| Klub     | Szezon   | Osztály          | Meccs     | Gól       | Meccs | Gól  | Meccs      | Gól        | Meccs    | Gól      |
| -------- | -------- | ---------------- | --------- | --------- | ----- | ---- | ---------- | ---------- | -------- | -------- |
| Granada  | 2018–19  | Segunda División | 34        | 0         | 1     | 0    | —          | —          | 35       | 0        |
| Granada  | 2019–20  | La Liga          | 18        | 0         | 3     | 0    | —          | —          | 21       | 0        |
| Granada  | Összesen | Összesen         | 52        | 0         | 4     | 0    | 0          | 0          | 56       | 0        |
| Dallas   | 2021     | MLS              | 19        | 0         | 0     | 0    | —          | —          | 19       | 0        |
| Dallas   | 2022     | MLS              | 33        | 0         | 1     | 0    | —          | —          | 34       | 0        |
| Dallas   | 2023     | MLS              | 14        | 1         | 0     | 0    | —          | —          | 14       | 1        |
| Dallas   | Összesen | Összesen         | 66        | 1         | 1     | 0    | 0          | 0          | 67       | 1        |
| Összesen | Összesen | Összesen         | 118       | 1         | 5     | 0    | 0          | 0          | 123      | 1        |

## Sikerei, díjai
Granada
- Segunda División
  - Feljutó (1): 2018–19